# Изкупление (филм, 1947)
Вижте пояснителната страница за други значения на Изкупление.
„Изкупление“ е български игрален филм (драма) от 1947 година на режисьора Борис Грежов, по сценарий на Кирил Петров. Оператори са Васил Холиолчев, Емануил Пангелов и Симеон Симеонов. Музиката във филма е композирана от Георги Антонов.

## Актьорски състав
- Борис Михайлов – Владимир Дарев
- Мария Ясникова – Мария Дарева
- Таня Жечева – Надежда Дарева
- Янка Влахова – Надежда като дете
- Андрей Чапразов – Свилен Дарев
- Христо Руков – Свилен като дете
- Цано Стойков – Пантелей Хрумов
- Елена Хранова – Катерина Хрумова
- Константин Кисимов – Стоян Хаджигладнев
- Бойчо Бойчев – Доков
- Цено Кандов – Рантов
- Константин Кюркчиев – Бантов
- Звезда Янакиева – Катя, баронеса дю Кастел
- Ганка Янева – Сузана, мадам Лоран
- Кирил Попов – Първи кооператор
- Стефан Великов – Втори кооператор
- Кирил Кирков – Борис Петров
- Румен Герчев